# Distretto di Thaba-Tseka
Thaba-Tseka è uno dei 10 distretti che costituiscono il Lesotho.

## Circoscrizioni e Comunità
Il distretto consta di 5 circoscrizioni e 13 comunità:
- Circoscrizioni:
  - Mantšonyane
  - Mashai
  - Semena
  - Thaba-Moea
  - Thaba-Tseka
- Comunità:
  - Bobete
  - Bokong
  - Khohlo-Ntšo
  - Lesobeng
  - ‘Malehloana
  - Mohlanapeng
  - Monyetleng
  - Mpho-Lebeko
  - Rapoleboea
  - Sehonghong
  - Senotong
  - Thaba-Kholo
  - Thaban'a Mahlanya